# Szyrkowskij (obwód kurski)
Szyrkowskij (ros. Ширковский) – osiedle typu wiejskiego w zachodniej Rosji, w sielsowiecie wołokonskim rejonu bolszesołdatskiego w obwodzie kurskim.

## Geografia
Miejscowość położona jest 3 km od centrum administracyjnego sielsowietu wołokonskiego (Wołokonsk), 16 km od centrum administracyjnego rejonu (Bolszoje Sołdatskoje), 63 km od Kurska.

## Demografia
W 2010 r. miejscowość zamieszkiwało 176 osób.